# Gongylidiellum nigrolimbatum
Gongylidiellum nigrolimbatum är en spindelart som beskrevs av Lodovico di Caporiacco 1935. Gongylidiellum nigrolimbatum ingår i släktet Gongylidiellum och familjen täckvävarspindlar. Inga underarter finns listade i Catalogue of Life.